# 台東 (郡山市)
台東（だいひがし）は、福島県郡山市に所在する字である。郵便番号は963-8864。

## 地理
郡山市役所本庁所管地域である市街中心部に属し、住所としては「郡山市字台東」と表記される。北から東にかけ菜根屋敷、南東で山崎、南西で菜根屋敷、西で五百渕山とそれぞれ隣接する。東日本旅客鉄道（JR東日本）郡山駅西側市街地南部に位置し、国道49号沿線南側の一角を範囲とする。県営五百渕団地の東側に隣接する幅20m、長さ50mほどのわずかな敷地であり、数軒の民家と駐車場があるのみである。久留米に所在する郡山警察署久留米交番、および大槻町に所在する郡山消防署針生救急所がそれぞれ管轄にあたる。

## 世帯数と人口
2024年1月1日現在の世帯数と人口は以下の通りである。
| 町丁 | 世帯数 | 人口 |
| ---- | ------ | ---- |
| 台東 | 4世帯  | 9人  |

## 小・中学校の学区
市立小・中学校に通う場合、学区は以下の通りとなる。
| 番地 | 小学校           | 中学校                 |
| ---- | ---------------- | ---------------------- |
| 全域 | 郡山市立桜小学校 | 郡山市立郡山第三中学校 |

※隣接地である五百渕山、菜根屋敷に準拠

## 交通

### 道路
- 一般市道菜根屋敷2号線

※当路線以外で自動車で他区域に出ることはできない。